# Anna Maria Ehrenstrahl
Anna Maria Ehrenstrahl (Estocolm, 4 de setembre de 1666 - Estocolm, 22 d'octubre de 1729), va ser una pintora barroca sueca. És coneguda per les seves obres al·legòriques de pintures, retrats i retrats de grups.

## Biografia
Anna Maria Ehrenstrahl era filla del pintor David Klöcker Ehrenstrahl i de Maria Momma.
El 1688 es va casar amb Johan Wattrang (1652-1724), president del Svea Hovrätt. No obstant això, encara es coneix exclusivament amb el cognom Ehrenstrahl. En aquest moment a Suècia encara no era comú que les dones assumissin el nom dels seus marits després del matrimoni. Com a persona privada, se l'ha descrit com a hostessa cultivada a la casa del seu cònjuge. A causa del seu matrimoni solvent, no va haver de ser una artista professional per mantenir-se a si mateixa, però va continuar pintant tota la seva vida i encara va acceptar ocasionalment encàrrecs per diners. Sembla que fou una artista respectada pels seus contemporanis.
Anna Maria Ehrenstrahl va ser estudiant del seu pare. Va ser assignada per ell com a ajudanta per pintar detalls en el seu treball al seu estudi. També li va confiar encàrrecs i va produir un gran nombre de còpies de les obres del seu pare, entre les quals hi havia un retrat del rei Carles XI de Suècia. En aquest moment, les còpies eren una forma d'art amb algun estatus, i una tasca lucrativa per a un artista.
La seva producció va consistir en al·legories, guaix i retrats de persones i animals, individuals i en grup, en l'estil barroc que també utilitzava el seu pare. Als vint anys va completar una al·legoria de les quatre estacions (1687) i una al·legoria de Cupido i Psique. Va produir retrats del príncep Federic i del príncep Carles Gustau per encàrrec de la Reina Vídua (1690), un retrat del príncep Gustau (1685), un retrat de la reina Ulrica Elionor de Dinamarca i d'Aurora Königsmarck. Va fer un grup de retrats de sis presidents del Svea Hovrätt: Magnus Gabriel De la Gardie, Gustaf Adolf De la Gardie, L. Wallenstedt, Gabriel Falkenberg, Reinhold Johan von Fersen i Carl Gyllenstierna (1717). A més, va pintar retrats dels membres de la família Wattrang i va treballar en guaix d'animals.
En 1717, Anna Maria Ehrenstrahl va donar sis dels seus quadres, que representaven a sis dels seus presidents, al Svea Hovrätt. En aquesta ocasió, l'escriptora Sophia Elisabet Brenner li va escriure un poema d'admiració, que les mostra a la vegada com a dones pioneres de la seva professió a Suècia:
Tinc un instint innat de fer rimes al meu plaer,

La vostra feina aclareix la vostra inclinació.

Tot i que l'art ens pot costar a vegades hores,

No hi ha millor manera de ser recordades per això.

Deixa la enveja somrigui contra nosaltres, deixa que la mort tensi el seu arc,

Perquè no espanta ni el teu pinzell ni la meva ploma.

## Galeria d'imatges

Carles XII de Suècia (1682–1718). Oli sobre llenç, 1684
Hedwig Sofia de Suècia (1681–1708). Oli sobre llenç, 1684